# Echoes, Silence, Patience & Grace
Echoes, Silence, Patience & Grace ist das sechste Studioalbum der amerikanischen Rockband Foo Fighters. Es erschien am 25. September 2007. Echoes, Silence, Patience & Grace wurde wie auch schon The Colour and the Shape von Gil Norton produziert.
Das Album stieg mit 135.685 verkauften Exemplaren in der ersten Woche auf Platz 1 der UK Album Charts ein. In Australien und Neuseeland erreichte es in der ersten Verkaufswoche Platinstatus. In den US Billboard 200 Album Charts schaffte es die Band mit ihrem Album auf Platz 3 mit 168.668 verkauften Exemplaren.
Das Album wurde als Bestes Rockalbum 2007 mit einem Grammy ausgezeichnet.

## Hintergrundinformationen
In einem Interview mit XFM am 26. April 2007 sagte Dave Grohl:

“We’ve been in the studio for the past month and a half, and we've got about another month to go. We've been recording with our friend Gil Norton. He worked on our second record (The Colour and the Shape), he's a good guy and he makes amazing albums. So we're making a really big powerful record, which I'm very excited about … I can't wait to jump on stage and do this stuff, it's gonna be great.”

„Wir waren die letzten eineinhalb Monate im Studio und wir werden noch etwa einen Monat brauchen. Wir haben mit unserem Freund Gil Norton aufgenommen. Er hat mit an unserem zweiten Album (The Colour and the Shape) gearbeitet, er ist ein netter Kerl und macht unglaubliche Alben. Also machen wir ein richtig kraftvolles Album, auf das ich sehr gespannt bin … Ich kann es kaum erwarten auf der Bühne herumzuspringen und die Sachen zu spielen, das wird großartig.“

An dem Stück Ballad of the Beaconsfield Miners wirkte Kaki King mit. Es ist das erste rein instrumentale Stück, das die Foo Fighters veröffentlicht haben. Grohl schrieb es für die Opfer des Beaconsfield Minenunglücks. Zwei der verschütteten Bergmänner hatten um einen iPod mit Foo Fighters Liedern gebeten, während sie auf ihre Rettung warteten.
Die erste Singleauskopplung The Pretender erschien am 17. September 2007 auf CD und war vorher schon ab August 2007 im Radio zu hören, um den Albumverkauf anzuheizen. Als zweite Single wurde Long Road To Ruin am 3. Dezember veröffentlicht. Cheer Up Boys (Your Make Up Is Running) und Let It Die wurden jeweils nur digital veröffentlicht. Der Albumtitel „Echoes, Silence, Patience & Grace“ kommt als Vers im Lied Home vor.

## Titelliste
1. The Pretender – 4:29
2. Let It Die – 4:05
3. Erase/Replace – 4:12
4. Long Road to Ruin – 3:44
5. Come Alive – 5:10
6. Stranger Things Have Happened – 5:20
7. Cheer Up, Boys (Your Make Up Is Running) – 3:40
8. Summer’s End – 4:37
9. Ballad of the Beaconsfield Miners – 2:31
10. Statues – 3:47
11. But, Honestly – 4:35
12. Home – 4:52

### Bonustitel
1. Once & for All (Demo) – 3:48 (Japan, iTunes und UK Bonustrack)
2. Seda – 3:45 (iTunes pre-order und Japan Bonustrack)
3. The Pretender – 4:38 (live @ Wal-Mart Soundcheck)
4. My Hero – 4:28 (live @ Wal-Mart Soundcheck)

### B-Seiten
Die folgenden Tracks erschienen auf der The Pretender-Single:
1. Bangin – 3:48
2. If Ever – 4:13
3. Come Alive (Demo) – 5:31

Die folgenden Track erschienen auf der Long Road to Ruin Single:
1. Seda
2. Keep the Car Running (Arcade Fire Cover) (live @ Brighton)
3. Big Me (live @ Wal-Mart Soundcheck)
4. Holiday in Cambodia (Dead Kennedys Cover) (live @ 2007 MTV VMA)

## Mitwirkende

### Foo Fighters
- Dave Grohl – Leadgesang, Rhythmusgitarre, Klavier in Summer’s End, Statues and Home
- Taylor Hawkins – Schlagzeug, Klavier in Summer’s End, Background Vocals
- Nate Mendel – Bass
- Chris Shiflett – Leadgitarre, Background Vocals

### Externe Musiker
- Drew Hester – Schlaginstrument in Come Alive, Let It Die, Cheer Up Boys (Your Make Up Is Running), Long Road to Ruin und Summer’s End
- Rami Jaffee – Keyboard in Let It Die, Erase/Replace, Long Road to Ruin, Come Alive und But, Honestly, Akkordeon in Statues
- Brantley Kearns Jr. – Geige in Statues
- Kaki King – Gitarre in Ballad of the Beaconsfield Miners
- Pat Smear – Gitarre in Let It Die
- Streicher des The Section Quartet

### Produktion
- Gil Norton – Produzent
- Adrian Bushby – Techniker
- Jake Davies – Pro Tools Techniker
- John Lousteau – Technischer Assistent
- Rich Costley – Mixer
- Claudius Mittendorfer – Mixer Assistent
- Brian Gardner – Mastering

## Kommerzieller Erfolg

### Chartplatzierungen
| ChartsChartplatzierungen       | Höchstplatzierung | Wochen |
| ------------------------------ | ----------------- | ------ |
| Deutschland (GfK)              | 3 (30 Wo.)        | 30     |
| Österreich (Ö3)                | 4 (22 Wo.)        | 22     |
| Schweiz (IFPI)                 | 2 (11 Wo.)        | 11     |
| Vereinigte Staaten (Billboard) | 3 (48 Wo.)        | 48     |
| Vereinigtes Königreich (OCC)   | 1 (48 Wo.)        | 48     |

| ChartsJahrescharts (2007)      | Platzierung |
| ------------------------------ | ----------- |
| Österreich (Ö3)                | 64          |
| Schweiz (IFPI)                 | 86          |
| Vereinigte Staaten (Billboard) | 143         |
| Vereinigtes Königreich (OCC)   | 15          |

| ChartsJahrescharts (2008)      | Platzierung |
| ------------------------------ | ----------- |
| Vereinigte Staaten (Billboard) | 92          |
| Vereinigtes Königreich (OCC)   | 94          |

### Auszeichnungen für Musikverkäufe
| Land/Region                  | Auszeichnungen für Musikverkäufe (Land/Region, Auszeichnung, Verkäufe) | Verkäufe  |
| ---------------------------- | ---------------------------------------------------------------------- | --------- |
| Australien (ARIA)            | 2× Platin                                                              | 140.000   |
| Belgien (BRMA)               | Gold                                                                   | 15.000    |
| Dänemark (IFPI)              | Platin                                                                 | 30.000    |
| Deutschland (BVMI)           | Platin                                                                 | 200.000   |
| Irland (IRMA)                | Platin                                                                 | 15.000    |
| Kanada (MC)                  | Platin                                                                 | 100.000   |
| Kolumbien (ASINCOL)          | Platin                                                                 | 10.000    |
| Neuseeland (RMNZ)            | 2× Platin                                                              | 30.000    |
| Österreich (IFPI)            | Gold                                                                   | 15.000    |
| Schweiz (IFPI)               | Gold                                                                   | 15.000    |
| Vereinigte Staaten (RIAA)    | Platin                                                                 | 1.000.000 |
| Vereinigtes Königreich (BPI) | 2× Platin                                                              | 754.000   |
| Insgesamt                    | 3× Gold · 12× Platin ·                                                 | 2.324.000 |

Hauptartikel: Foo Fighters/Auszeichnungen für Musikverkäufe